# Pico de fósforo

Gráfica de la producción mundial de Fosforita, 1900–2016, según el US Geological Survey

El pico de fósforo es un concepto que describe el momento en que la humanidad alcanza la tasa de producción global máxima de fósforo como materia prima industrial y comercial. El término se usa en forma similar al término conocido pico de petróleo. El tema se planteó como un debate sobre si era inminente o no un "pico de fósforo"  alrededor del 2010, pero fue descartado en gran parte después de que el Servicio Geológico de Estados Unidos (USGS) y otras organizaciones aumentaron las estimaciones mundiales sobre los recursos de fósforo disponibles.
El fósforo es un recurso limitado que está muy extendido en la corteza terrestre y en los organismos vivos, pero es relativamente  escaso en formas concentradas, que no están distribuidas uniformemente en toda la Tierra. El único método rentable de producción hasta la fecha es la extracción de Fosforita, pero solo unos pocos países tienen reservas importantes de este mineral. Los primeros cuatro son Marruecos, China, Argelia y Siria. Las estimaciones para la producción futura varían significativamente dependiendo del modelo y las suposiciones sobre los volúmenes extraíbles, pero es inevitable que la producción de roca de fosfato esté fuertemente controlada por Marruecos en el futuro previsible.
Los medios de producción comercial del fósforo además de la minería son pocos debido a que su ciclo biogeoquímico no es gaseoso. La fuente predominante de fósforo hoy  es la roca de fosfato. De acuerdo con algunos investigadores, se espera que las reservas de fósforo comerciales y asequibles de la Tierra se agoten en los próximos 50 a 100 años y que el pico de fósforo se alcance aproximadamente en el año 2030. Otros sugieren que los suministros durarán varios cientos de años.  Al igual que con las predicciones sobre el pico petrolero, el tema sigue sujeto a discusión con investigadores en distintos campos haciendo publicaciones regulares sobre los estimados de las reservas de roca de fosfato.

## Antecedentes

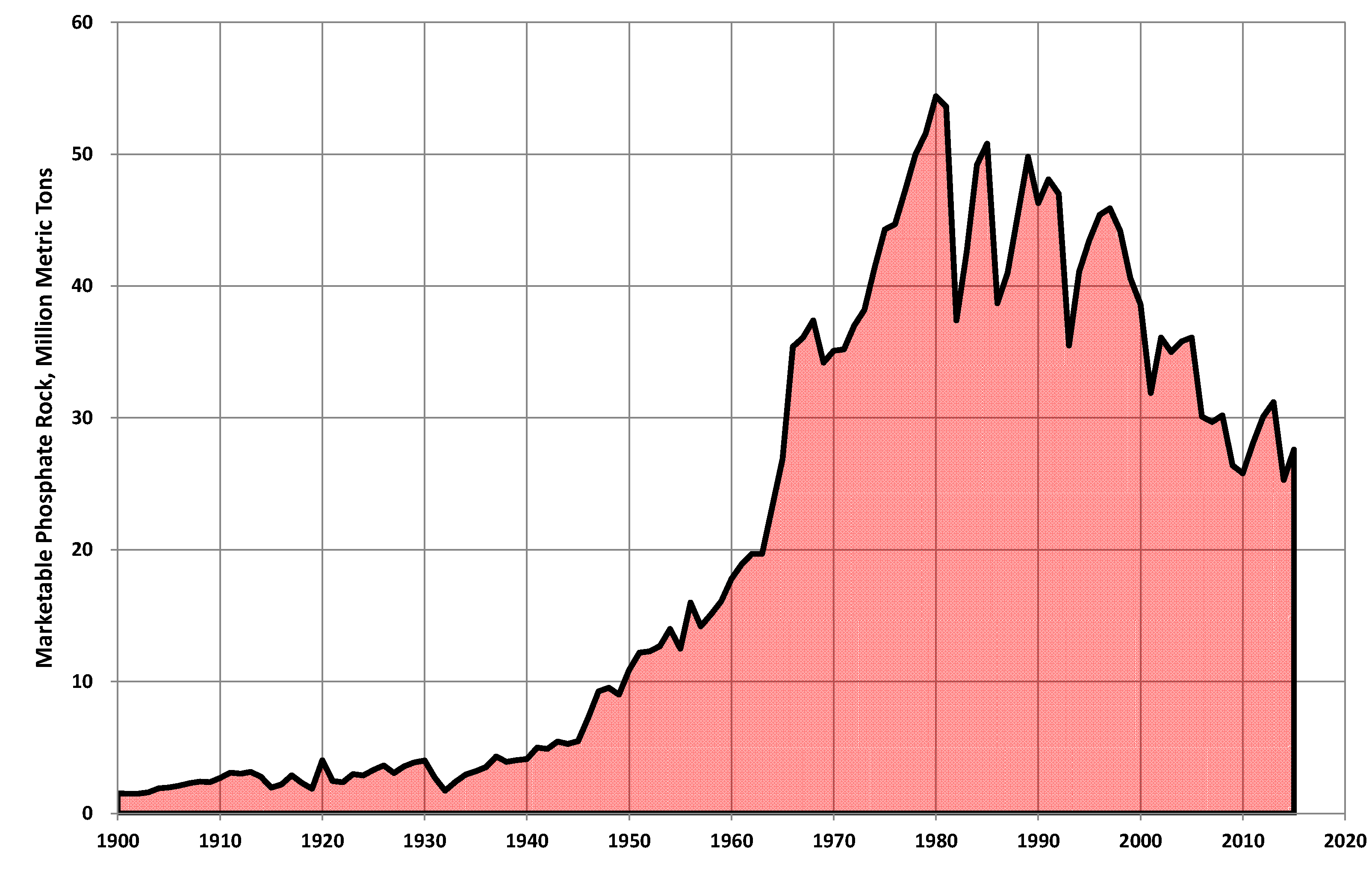
Roca de fosfato extraída en los Estados Unidos, 1900-2015 (datos del USGS)

El concepto de pico de fósforo está conectado con el concepto de los límites planetarios. El fósforo, como parte de los procesos de biogeoquímica, pertenece a uno de los nueve "procesos del sistema de la Tierra" que se sabe que tienen límites. Mientras los límites no se alcancen, marcan la "zona segura" para el planeta.

## Reservas estimadas de roca de fosfato

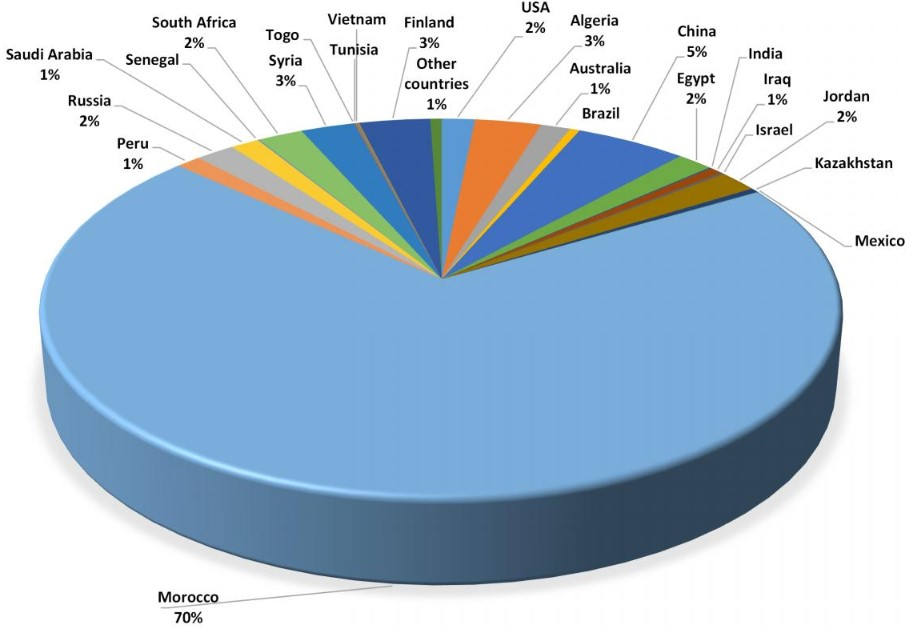
Distribución global de las reservas de roca de fosfato en 2016

La determinación precisa del pico fósforo depende del conocimiento de las reservas y recursos comerciales totales de fosfato, especialmente en forma de roca de fosfato (un término resumido para más de 300 minerales de diferente origen, composición y contenido de fosfato). Las "reservas" se refieren al monto asumido recuperable a los precios actuales del mercado y los "recursos" se refieren a las cantidades estimadas de tal grado o calidad que tienen perspectivas razonables para la extracción económica.
La roca de fosfato no procesada tiene una concentración de fósforo de 1.7-8.7% en masa (4-20% de pentóxido de fósforo). En comparación, las rocas promedio contienen 0.1% de fósforo en masa, y la vegetación entre 0.03% y 0.2%. Aunque hay cuatrillones de toneladas de fósforo en la corteza terrestre, actualmente no son económicamente extraíbles.
En 2017, el United States Geological Survey (USGS) estimó que las reservas de roca de fosfato económicamente extraíbles en todo el mundo son de 68 mil millones de toneladas, mientras que la producción minera mundial en 2016 fue de 0.261 mil millones de toneladas. Suponiendo un crecimiento cero, las reservas durarían 260 años. Esto confirma ampliamente un informe de 2010 del Centro Internacional de Desarrollo de Fertilizantes (IFDC) que las reservas mundiales durarían varios cientos de años. Las cifras sobre las reservas estimadas son bastante controvertidas Gilbert suggest that there has been little external verification of the estimate. Una revisión realizada en 2014 llegó a la conclusión de que el reporte del IFDC "presenta una imagen inflada de las reservas globales, en particular aquellas de Marruecos, donde muchos recursos hipotéticos e inferidos se han catalogado como "reservas".
Los países con las mayores reservas de roca de fosfato son (en miles de millones de toneladas métricas): Marruecos 50, China 3.1, Argelia 2.2, Siria 1.8, Finlandia 1.6, Sudáfrica 1.5, Rusia 1.3, Jordania 1.2, Egipto 1.2, Australia 1.1, Estados Unidos 1.1.
La escasez de fosfato de roca (o solo un aumento significativo de los precios) tendría un gran impacto en la seguridad alimentaria mundial.  Muchos sistemas agrícolas dependen de suministros de fertilizantes inorgánicos, que usan fosfato de roca. A menos que los sistemas cambien, la escasez de fosfato de roca podría conducir a la escasez de fertilizantes inorgánicos, lo que a su vez podría reducir la producción mundial de alimentos.
Los economistas han señalado que las fluctuaciones de los precios del fosfato de roca no necesariamente indican un pico de fósforo, ya que estos ya han ocurrido debido a varios factores de la demanda y el lado de la oferta.

### Agotamiento de las reservas deguano
En 1609 Garcilaso de la Vega escribió el libro "Comentarios Reales" en el cual describió muchas de las prácticas agrícolas de los incas antes de la llegada de los españoles e introdujo el uso del guano como fertilizante. Como describió Garcilaso, los incas cerca de la costa recolectaron guano.  A principios de la década de 1800, Alexander von Humboldt introdujo el guano como fuente de fertilizante agrícola en Europa después de haberlo descubierto en las islas de la costa de América del Sur. Se ha informado que, en el momento de su descubrimiento, el guano en algunas islas tenía más de 30 metros de profundidad. El guano había sido usado previamente por los Moche como fuente de fertilizante al extraerlo y transportarlo de regreso a Perú en barco. El comercio internacional de guano no comenzó hasta después de 1840.  A comienzos del siglo XX, el guano se había agotado casi por completo y finalmente se superó con el descubrimiento de métodos de producción de superfosfato.

## Conservación y reciclaje del fósforo

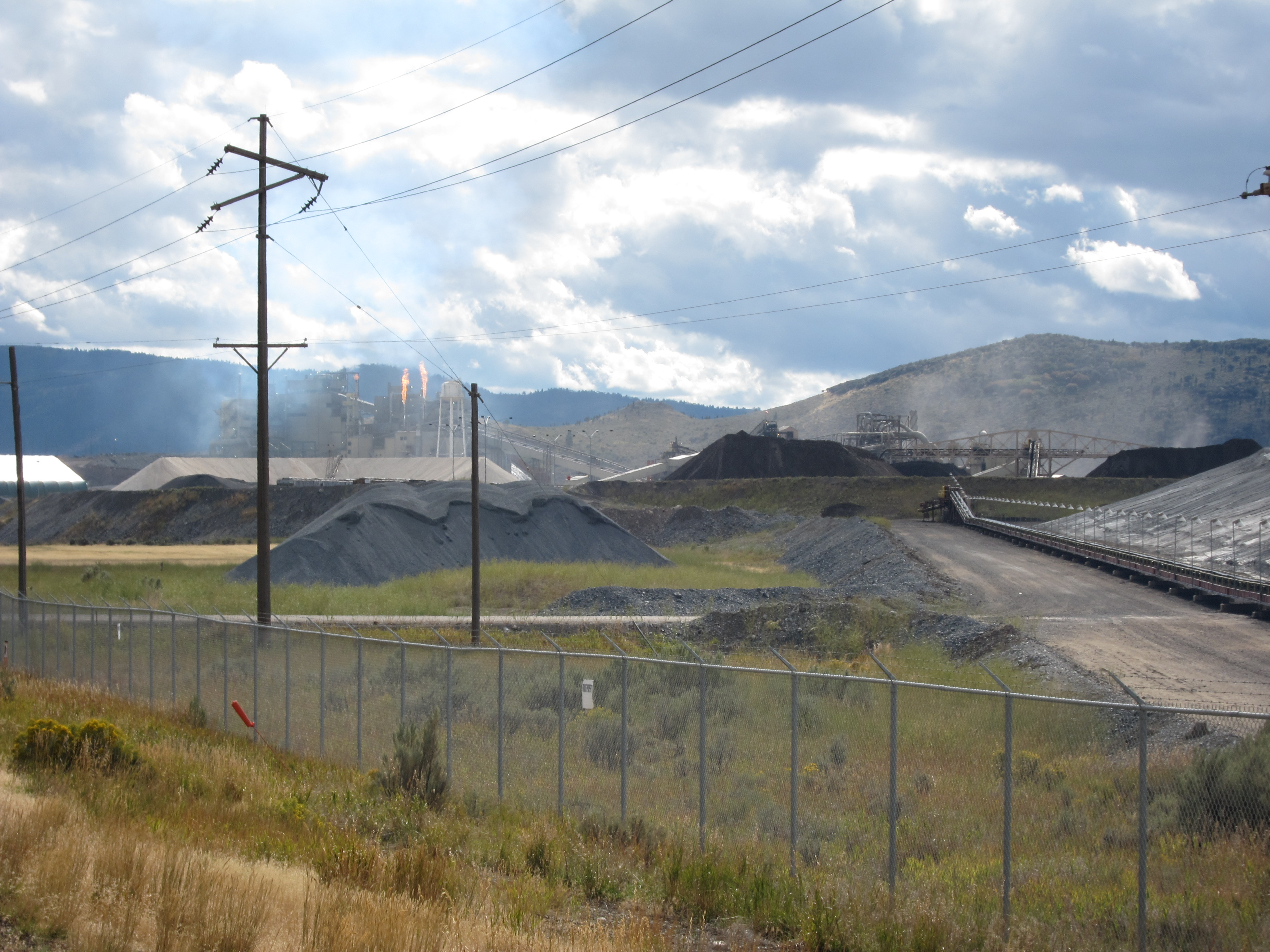
Planta de producción de fósforo de Monsanto, Soda Springs, Idaho, U.S., 2010

### Resumen
El fósforo se puede transferir del suelo de un lugar a otro a medida que se transporta la comida por el mundo, tomando el fósforo que contiene. Una vez consumido por los humanos, puede terminar en el entorno local (en el caso de la defecación al aire libre, que todavía está muy extendida a nivel mundial) o en ríos o el océano a través de sistemas de alcantarillado y plantas de tratamiento de aguas residuales en el caso de ciudades conectadas a sistemas de alcantarillado. Un ejemplo de un cultivo que consume grandes cantidades de fósforo es la soja.
En un esfuerzo por posponer el inicio del pico de fósforo, se usan varios métodos para reducir y reutilizar el fósforo, como en la agricultura y en los sistemas de saneamiento. The Soil Association, el grupo de presión y certificación de agricultura orgánica del Reino Unido, emitió un informe en 2010 "A Rock and a Hard Place" alentando un mayor reciclaje de fósforo.  Una posible solución a la escasez de fósforo es el reciclaje de los desechos humanos y animales.

### Prácticas agrícolas
La reducción del escurrimiento de agua de superficie en explotaciones agrícolas y la erosión del suelo pueden permitir disminuir la frecuencia con la que los agricultores tienen que aplicar fósforo a los campos. Se ha demostrado que métodos agrícolas tales como la siembra directa, el cultivo en terrazas, el labrado en curvas de nivel y el uso de cortavientos, reducen la tasa de agotamiento de fósforo de las tierras de cultivo. Estos métodos aún dependen de una aplicación periódica de roca de fosfato al suelo y, por ello también se han propuesto métodos para reciclar el fósforo perdido. La vegetación perenne, como pastizales o bosques, es más eficiente en el uso de fosfato que la tierra cultivable. Las franjas de pastizales y / o bosques entre tierras cultivables y ríos pueden reducir en gran medida las pérdidas de fosfato y otros nutrientes.
Los sistemas agrícolas integrados que usan las fuentes para el fósforo a los cultivos existen en escalas más pequeñas, y la aplicación del sistema a mayor escala es una alternativa potencial para el suministro del nutriente, aunque requiere cambios significativos en los métodos modernos de fertilización de cultivos ampliamente adoptado.

### Reutilización de excrementos
El método más antiguo para reciclar el fósforo es a través de la reutilización de estiércol y excrementos humanos en la agricultura. A través de este método, el fósforo en los alimentos consumidos se excreta, y los excrementos animales o humanos se recogen posteriormente y se vuelven a aplicar a los campos. Aunque este método ha mantenido las civilizaciones durante siglos, el sistema actual de manejo del estiércol no está logísticamente orientado hacia la aplicación a los campos de cultivo a gran escala. En la actualidad, la aplicación de estiércol no puede satisfacer las necesidades de fósforo de la agricultura a gran escala. A pesar de eso, sigue siendo un método eficiente para reciclar el fósforo usado y devolverlo al suelo.

### Lodos de aguas residuales
Las plantas de tratamiento de aguas residuales que tienen un paso mejorado de eliminación de fósforo biológico producen un lodo de aguas residuales que es rico en este mineral. Se han desarrollado varios procesos para extraer el fósforo del lodo de aguas residuales en forma directa, de las cenizas después de la incineración del lodo de aguas residuales o de otros productos del tratamiento de lodos cloacales. Esto incluye la extracción de materiales ricos en fósforo, como la estruvita de las plantas de procesamiento de residuos. La estruvita se puede producir agregando magnesio a los desechos. Algunas compañías como Ostara en Canadá y NuReSys en Bélgica ya están usando esta técnica para recuperar fosfato.
La investigación sobre los métodos de recuperación de fósforo de los lodos de aguas residuales se ha llevado a cabo en Suecia y Alemania desde 2003, pero las tecnologías actualmente en desarrollo aún no son rentables, dado el precio actual del fósforo en el mercado mundial.